# Lucia Peretti
Pour les articles homonymes, voir Peretti.
Lucia Peretti est une patineuse de vitesse sur piste courte italienne née le 14 novembre 1990 à Sondalo.

## Biographie
Elle commence le short-track en 2011 à Bormio : son école organise un cycle de short-track à la patinoire locale. Ses inspirations sont le patineur de vitesse Ermanno Ioriatti et le pilote automobile et cycliste handisport Alessandro Zanardi.
Elle est en couple avec le short-trackeur Nicola Rodigari.

## Carrière

### Jeux olympiques de Vancouver
Elle se place sixième avec l'équipe italienne au relais des Jeux olympiques de Vancouver.

### Jeux olympiques de Sotchi
Elle remporte avec Arianna Fontana, Martina Valcepina et Elena Viviani une médaille de bronze lors de l'épreuve du relais aux Jeux olympiques d'hiver de 2014, à Sotchi. Elle arrive vingtième au 1500 mètres en individuel.

### Jeux olympiques de Pyeongchang
En octobre 2017, à la première manche de la Coupe du monde 2017, qui sert de qualifications pour les épreuves de patinage de vitesse sur piste courte aux Jeux olympiques de 2018, elle arrive dixième au 500 mètres. À la deuxième manche, toujours en octobre 2017, elle prend un penalty au deuxième tour du 1000 mètres. À la troisième et avant-dernière manche, en novembre 2017, l'équipe italienne prend la médaille de bronze au relais. Elle y est accompagnée de Cecilia Maffei, Arianna Fontana et Martina Valcepina.